# Jardí històric
La Carta de Florència proposa una definició dels jardins històrics: «Una composició arquitectural i vegetal que, des del punt de vista de la història o de l'art, presenta un interès públic». Aquesta definició és útil, ja que la confusió és freqüent entre jardí antic, jardí a l'antiga i jardí històric. Les preguntes són múltiples:
Que és el que constitueix el valor patrimonial d'un jardí? Quin és el seu valor d'ús? Què testimonia? Com avaluar-ne la historicitat?
I abans de tot, aquests jardins històrics, han de continuar proveint l'atmosfera que els és pròpia de qui els recorri.

## La classificació
A França, un jardí és classificat com a monument històric quan és considerat important de conservar-lo en el patrimoni nacional pels records que s'hi relacionen o pel seu valor artístic.
Però és un monument històric viu, format de  plantes, d'arbusts i d'arbres que creixen, espesseixen, decauen, desapareixen. Pot haver estat deixat a l'abandonament pel seu propietari, una tempesta el pot haver destrossat. És necessari d'avaluar a intervals regulars si aquest jardí presenta encara, o pot presentar després de restauració, les qualitats que han estat l'origen de la seva classificació.

## El control
- L'article 24 de la Carta de Florència insisteix en la qualificació de les persones que garanteixen el control dels jardins històrics: «Reconeix doncs que una pedagogia apropiada garanteix la formació d'aquestes persones, ja es tracti d' historiadors, d'arquitectes, de  paisatgistes, de  jardiners, de  botànics». Sense oblidar els mestres d'obra que són els escollits locals per a qui una formació cultural i tècnica sembla indispensable.

- Les restauracions no han de ser empreses més que en cas de sinistre o bé gestió i manteniment mal realitzats, quan els vestigis i la documentació siguin suficients. Les condicions mediambientals d'existència del jardí han de correspondre encara a les de la seva època de creació.

Quan hom es proposa de reconstituir un jardí desaparegut, no el podrà fer reconèixer jardí històric. La Carta de Florència, al seu article 17 és molt clara sobre aquest punt: «Quan un jardí ha desaparegut totalment o no es posseeixen més que elements conjecturals dels seus estats successius, no es podria intentar una restitució de la noció de jardí històric. L'obra que s'inspiraria en aquest cas en formes tradicionals sobre l'emplaçament d'un antic jardí o on cap jardí no hauria existit prèviament, aixecaria llavors nocions d'evocació o de creació, excloent tota qualificació de jardí històric».